# مايكل هور
مايكل هور (بالإنجليزية: Michael Hoare) هو لاعب هوكي الحقل بريطاني، ولد في 14 نوفمبر 1985.

## وصلات خارجية
- مايكل هور على موقع أوليمبيديا (الإنجليزية)
- مايكل هور على موقع اللجنة الأولمبية البريطانية (الإنجليزية)
- مايكل هور على موقع اتحاد ألعاب الكومنولث (مؤرشف) (الإنجليزية)